# Las acacias
Las acacias è un film del 2011 diretto da Pablo Giorgelli, vincitore della Caméra d'or per la miglior opera prima al 64º Festival di Cannes.

## Trama
Rubén è un camionista argentino che trasporta legname lungo la tratta tra Asunción e Buenos Aires. Accetta di dare un passaggio a Jacinta, una giovane paraguayana, e scopre solo all'ultimo momento che viaggia con la figlia di cinque mesi, Anahí. Durante il viaggio di oltre 1.500 chilometri si instaura un lento ma crescente legame tra i due adulti, basato su silenzi, piccoli gesti e la presenza costante della bambina.

## Produzione
Il film è stato girato con uno stile minimalista e naturalistico. Il ruolo di Rubén è interpretato da Germán de Silva, scelto anche per una cicatrice reale sul volto, che è stata mantenuta per accentuare la durezza del personaggio. Nayra Calle Mamani, la neonata, è stata selezionata tra oltre 250 bambine. Il regista ha dichiarato che il film è costruito “intorno a lei” e alla sua imprevedibilità.
Non è presente alcuna colonna sonora: tutti i suoni del film sono diegetici (rumore del camion, pianti della bambina, ambienti naturali). La fotografia, affidata a Diego Poleri, contribuisce a rendere il viaggio un percorso emotivo tanto quanto fisico.

## Accoglienza
La critica ha lodato ampiamente Las acacias per la sua semplicità narrativa e intensità emotiva.
- The Guardian ha definito il film «un piccolo road movie eloquente, silenzioso e tenero».[3]
- The New York Times lo ha definito «una trasformazione emotiva raccontata con grazia».[4]
- Variety lo descrive come «un film semplice ma profondamente toccante».[2]

Su Rotten Tomatoes ha ottenuto un punteggio di approvazione del 75%. Su Metacritic, ha totalizzato 77/100.

## Riconoscimenti
- Caméra d'or al Festival di Cannes 2011
- Premio della Critica alla Settimana internazionale della critica
- Silver Condor come miglior film e miglior montaggio (Argentina)
- Premio FIPRESCI al Bratislava International Film Festival
- Sutherland Trophy al BFI London Film Festival

## Temi
Il film tratta il tema dell’incontro tra sconosciuti, della genitorialità e dell'apertura emotiva. Il viaggio serve da metafora per la trasformazione interiore dei protagonisti.